# Ухта (приток Большого Кундыша)
Ухта — река в России, протекает в Санчурском районе Кировской области. Устье реки находится в 143 км по правому берегу реки Большой Кундыш. Длина реки составляет 13 км, площадь водосборного бассейна 38 км².
Исток реки у деревни Карманово близ границы с Нижегородской областью. Река течёт на юго-восток, протекает деревни Карманово, Абрамово, Ухта. Впадает в Большой Кундыш выше села Корляки.

## Данные водного реестра
По данным государственного водного реестра России относится к Верхневолжскому бассейновому округу, водохозяйственный участок реки — Волга от Чебоксарского гидроузла до города Казань, без рек Свияга и Цивиль, речной подбассейн реки — Волга от впадения Оки до Куйбышевского водохранилища (без бассейна Суры). Речной бассейн реки — (Верхняя) Волга до Куйбышевского водохранилища (без бассейна Оки).
По данным геоинформационной системы водохозяйственного районирования территории РФ, подготовленной Федеральным агентством водных ресурсов:
- Код водного объекта в государственном водном реестре — 08010400712112100000855
- Код по гидрологической изученности (ГИ) — 112100085
- Код бассейна — 08.01.04.007
- Номер тома по ГИ — 12
- Выпуск по ГИ — 1